# Крейен, Шон
Майкл Шон Крейен (англ. Michael Shawn Crahan, род. 24 сентября 1969) — музыкант, более всего известный как перкуссионист группы Slipknot. Также участвует в качестве барабанщика в таких группах To My Surprise и Dirty Little Rabbits. Крейен помог основать Slipknot в 1995 году вместе с Полом Греем и Джоуи Джордисоном.
По состоянию на 2024 год Крейен — единственный оставшийся член-основатель Slipknot.

## Slipknot
Шон Крейен — первый участник и один из основателей группы наряду с Полом Греем и Андерсом Колсефни и самый старший среди музыкантов в Slipknot. Шон имеет свой порядковый номер — 6. Также, Шон носит маску клоуна во время выступлений группы.
18 мая 2019 года через социальные сети Крейен объявил, что его младшая дочь Габриэль умерла в возрасте 22 лет.

## Маска
Шон носил маску клоуна, меняя её внешний вид от альбома к альбому. С первой демозаписи и до первого альбома Крейен носил простую клоунскую маску. Маска для альбома Iowa изображает злого клоуна, на лице которого вырезана пентаграмма, на лбу находятся рога и написано число 6 (его номер в группе), а на левой теменной части головы виден открытый мозг. Маска для альбома Vol. 3: The Subliminal Verses изображает клоуна, обмотанного окровавленными бинтами. Маска для All Hope is Gone представляет собой маску из кожаных лоскутов, скреплённых металлическими молниями. Шон говорит: “Я не хотел, чтобы маска выглядела похожей на лицо. Поэтому в ней нет ничего человеческого. Она сделана из настоящей стали и обтянута кожей. Это вам не какая-нибудь пластмассовая хрень. Я этой маской убить могу”. Маска для .5: The Gray Chapter представляет собой лицо клоуна со шрамом от уголков рта и почти до ушей («Улыбка Глазго»). Маска для We Are Not Your Kind изображает металлическое клоунское лицо. В The End So Far в основном он носит маску клоуна с кусочками зеркал, словно в дискошаре.

## Сторонние проекты
- To My Surprise – сольный проект Шона Крейена, техника Sa-Tone, вокалиста группы One Minute Silence Brian Barry и бывшего перкуссиониста Slipknot Брэндона Дарнера (также известен как Grouch).

- Dirty Little Rabbits — экспериментальная рок-группа из Джостона, Айова, представленная как сайд-проект Шона Крейена.

- The Black Dots of Death – группа, основанная Шоном Крейеном, чтобы создать некое новое направление в музыке. Первый альбом под названием Ever Since We Were Children вышел 29 марта 2011 года. На официальном сайте были выложены все композиции.

## Продюсирование
Шон Крейен был исполняющим продюсером альбома L.D. 50 группы Mudvayne, также как и альбома Invitation to the Dance группы 40 Below Summer. Также он был продюсером первого альбома Down The Sun.

## Режиссёрские работы
Музыкальные видео:
- «We Are» (Hollywood Undead)[2]
- «A-M-E-R-I-C-A» (Motionless in White)[3]
- «Pollution» (Slipknot)
- «Nero Forte» (Slipknot)
- «Solway Firth» (Slipknot)
- «Unsainted» (Slipknot)
- «All Out Life» (Slipknot)
- «XIX» (Slipknot)
- «Killpop» (Slipknot)
- «The Devil In I» (Slipknot)
- «The Negative One» (Slipknot)